# Robertson County (Kentucky)
Robertson County je okres ve státě Kentucky v USA. K roku 2010 zde žilo 2 282 obyvatel. Správním městem okresu je Mount Olivet. Celková rozloha okresu činí 259 km². Pojmenovaný je podle amerického kongresmana z Kentucky George Robertsona.

## Sousední okresy
| Růžice kompasu |                 | Bracken County              | Mason County   | Růžice kompasu |
| Růžice kompasu | Harrison County | Sever                       |                | Růžice kompasu |
| Růžice kompasu | Harrison County | Robertson County (Kentucky) |                | Růžice kompasu |
| Růžice kompasu | Harrison County | Jih                         |                | Růžice kompasu |
| Růžice kompasu |                 | Nicholas County             | Fleming County | Růžice kompasu |